# 28208 Timtrippel
28208 Timtrippel este un asteroid din centura principală de asteroizi.

## Descriere
28208 Timtrippel este un asteroid din centura principală de asteroizi. A fost descoperit pe 14 decembrie 1998 la Socorro, New Mexico, în cadrul proiectului LINEAR. Asteroidul prezintă o orbită caracterizată de o semiaxă mare de 2,55 ua, o excentricitate de 0,19 și o înclinație de 5,4° în raport cu ecliptica.